# Isachne salzmannii
Isachne salzmannii là một loài thực vật có hoa trong họ Hòa thảo. Loài này được (Trin. ex Steud.) Renvoize mô tả khoa học đầu tiên năm 1984.